# 牛稠埔 (高雄市)
牛稠埔，臺灣話口語上稱為牛牢埔，是臺灣高雄市田寮區的一個傳統地域名稱，也是全區大部分行政機關所在地，位於該區西南部。相較於今日行政區，其範圍大致包括新興里、南安里西部、大同里南部邊界地帶中西段。
本地區境內主要聚落為牛稠埔、崁底、崗山頭，設有田寮國中、新興國小。

## 歷史
台灣日治初期，牛稠埔地區為一街庄，稱為「牛稠埔庄」（舊制街庄），隸屬於嘉祥內里。該庄昔日輪廓略呈L形，其豎半葉的西南邊與拕仔庄為鄰，西邊與九鬮庄、崗山營庄為鄰，北邊及東北邊與狗氳氤庄為鄰，兩半葉所夾及橫半葉的東北邊為田藔庄，橫半葉的東南邊及南邊為水蛙潭庄。
1901年（日治明治三十四年）11月11日，全台廢縣廳改設二十廳，該庄隸屬於蕃薯藔廳。1904年（明治三十七年）2月16日，該庄編入「田藔區」，隸屬於蕃薯藔廳。1909年（明治四十二年）10月25日，全台合併二十廳為十二廳，田藔區改隸屬於阿緱廳。1920年（大正九年）10月1日，全台地方制度大改正，廢十二廳改設五州二廳，該庄改制為「牛稠埔」大字，隸屬於高雄州旗山郡田寮庄（新制街庄）。1932年（昭和七年）12月1日，田寮庄改隸屬於岡山郡。
戰後田寮庄改制為田寮鄉，隸屬於高雄縣，大字亦改制為村。1950年（民國39年）10月1日，高、屏分治，田寮鄉仍隸屬於高雄縣。2010年（民國99年）12月25日，高雄縣、市合併為直轄高雄市，田寮鄉改制為田寮區，村亦改制為里。

## 聚落
本地區發展較早的聚落為牛稠埔、中心崙（已消失）、崁底、崗山頭，在日治初期的官方地圖上已有記載。

## 交通
國道3號又稱「福爾摩沙高速公路」，是貫穿臺灣西部的兩條縱向高速公路之一，先後經過本地區豎、橫兩個半葉的東北端，並在豎半葉北部邊界外緣的省道台28線交會處設有田寮交流道。由此可快速前往國道3號沿線各地。
省道台28線是湖內橋至茂林（實際終點為大津）的幹道，經過本地區豎半葉的北部邊界外緣。由該道路西行可前往阿蓮區、路竹區、湖內區，並止於省道台17線轉角暨省道台17甲線終點路口；東行可前往田寮區/內門區交界地帶、內門區/旗山區交界地帶、旗山區、美濃區、六龜區南部，並止於省道台27線路口。
區道高13線是崗山頭至山腳寮的道路，其北側端點（起點）位於本地區西北半葉的西部邊界地帶北側的區道高37線路口。
區道高14線是嘉興至水蛙潭的道路，經過本地區中南部的崁底、牛稠埔等聚落。
區道高14-2線是牛稠埔至大同的道路，其西南側端點（起點）位於本地區東南半葉北部西側、牛稠埔聚落的區道高14線路口。
區道高29-1線是西燕至新興的道路，其北側端點（終點）位於本地區南北部邊界的新興橋。
區道高37線是田寮（實際起點在阿蓮區境內）至新興的道路，其南側端點（終點）位於本地區西北半葉南部的區道高14線路口（崁底聚落北郊），由此向北蜿蜒而行，會經過本地區的崗山頭聚落。
區道高40線是崗山邊至溪州的道路，其西側端點（起點）位於本地區西北半葉中北部略偏東的區道高37線路口。
區道高42線是山腳至大崙頂的道路，其西側端點（起點）位於本地區西北半葉中部略偏東南的區道高37線路口。
區道高139線是阿蓮峰至西德的道路，經過本地區西北半葉北端的崗山頭聚落。

## 學校
- 田寮國中
- 新興國小

## 公務機關
- 田寮區公所
- 高雄市路竹戶政事務所田寮辦公處
- 高雄市政府警察局湖內分局田寮分駐所